# Santa Cruz de la Mar Pequeña
Santa Cruz de la Mar Pequeña (o Santa Cruz de Mar Pequeña) fou un antic establiment castellà a la costa del modern Marroc, davant de les illes Canàries.
La senyoria de les illes Canàries havia passat el 1452 a Inés Peraza i el seu marit Diego García de Herrera, que projectaren establir un fortí a la costa africana on feien incursions per capturar esclaus. El lloc escollit fou un indret proper a la desembocadura del riu anomenat de la Mar Pequeña, lloc ben conegut dels mariners d'aquell temps. El 1468 Enric IV de Castella va donar a Diego García de Herrera el títol de «verdadero señor de las islas de Canaria e de la Mar Menor en las partes de Berbería», que l'habilitava per fundar el fortí. L'orde es va donar el 1478, i el punt on es va edificar fou la badia anomenada Puerto Cansado, a uns 45 km al nord del cap Juby, que estava protegida de les ones de la mar per una barra d'arena i tenia poca fondària quan la marinada estava baixa dificultant l'actuació de vaixells grans.
La fortalesa va tenir considerable valor comercial (or i esclaus) i estratègic. El fortí fou atacat pels amazics alguns cops, però sempre va poder fer-hi front. Després de quedar malmesa en alguna de les lluites va quedar abandonada però fou reconstruïda el 1497 per l'adelantado Alonso Fernández de Lugo i dotada amb artilleria i materials de guerra millors. Això va portar a l'enfrontament amb Inés Peraza, vídua de Diego de Herrera, que reclamava la jurisdicció de la zona pel seu interès comercial, i que ara quedava en mans de Fernández de Lugo. La fortalesa va existir fins al 1527, en què fou abandonada després d'un dur atac dirigit pels sadites.
Un cop abandonada Santa Cruz de Mar Pequeña, se n'oblidà la localització concreta, fins al punt que, quan els espanyols es feren amb el control de cap Juby, rebatejaren com a Puerto Cansado el mateix punt on havia existit aquella factoria. Aquest indret duu avui el topònim de Foum Agoutir, i és prop de Tarfaia.

## Falsa identificació de Sidi Ifni amb Santa Cruz de Mar Pequeña
A mitjan segle xix, en el marc del repartiment imperialista d'Àfrica, medis militars espanyols començaren a interessar-se per l'antiga factoria perduda, de cara a suportar reivindicacions territorials sobre el sud del Marroc. Per algun motiu desconegut, s'identificà erròniament l'antiga Santa Cruz de Mar Pequeña amb Sidi Ifni, tot i separar-les vora quatre-cents quilòmetres. Khalid El Mansouri, jove acadèmic d'Ifni, considera que probablement l'error fou conscient, i que encobria objectius d'estratègia militar.
Arran la Guerra d'Àfrica de 1859-1860, en el tractat de Tetuan entre Espanya i el Marroc del 1860 aquest país cedí, teòricament, la suposada comarca de Santa Cruz de Mar Pequeña, és a dir, Sidi Ifni i voltants, tot i que, en la pràctica, el territori no fou ocupat fins al 1934. Vegeu Ifni.